# École pour l'informatique et les techniques avancées
École pour l'informatique et les techniques avancées, відома як Epita, є однією з найбільш пристижних вищих шкіл у Франції і одним з найкращих навчальних закладів у сфері електроенергетичних та інформаційних наук. 
Школа є членом мережі IONIS Education Group.
| випускний капелюх | Це незавершена стаття про університет, коледж або інший заклад вищої освіти. Ви можете допомогти проєкту, виправивши або дописавши її. |

| Прапор Франції | Це незавершена стаття про Францію. Ви можете допомогти проєкту, виправивши або дописавши її. |

1. ↑  http://www.ionis-group.com/epita.aspx
2. ↑  http://www.cge.asso.fr/ecoles/epita/
3. ↑  http://www.ugei.fr/fr/membre/epita-ecole-pour-linformatique-et-les-techniques-avancees
4. ↑  http://www.cdefi.fr/fr/ecoles-ingenieurs/39/ecole-pour-linformatique-et-les-techniques-avancees
5. ↑  http://www.ellesbougent.com/partenaires/enseignement-superieur/epita/
6. ↑  https://web.archive.org/web/20231109092552/https://coara.eu/coalition/membership/